# 8 Batalion Walki Radioelektronicznej

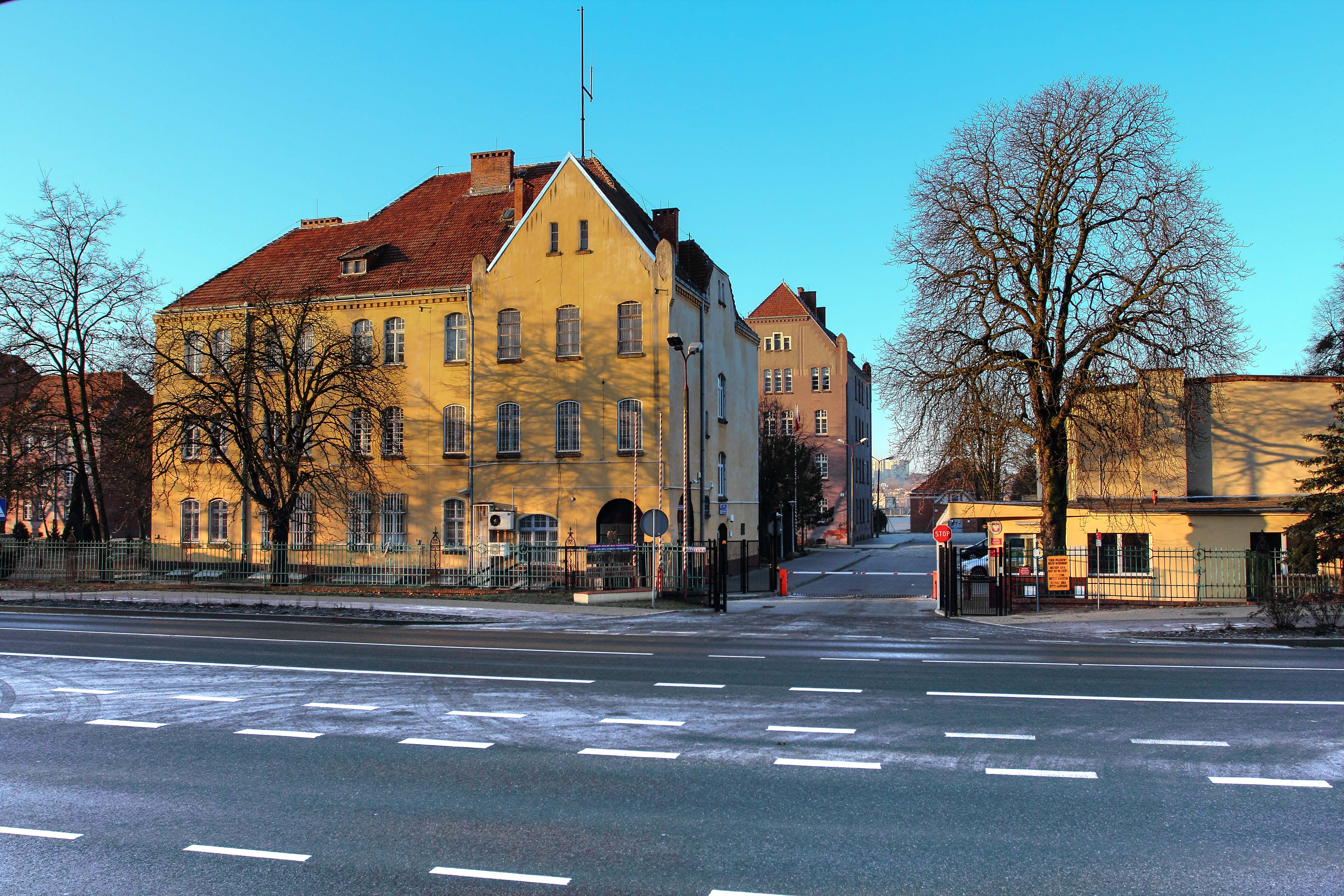
Koszary 8bwre

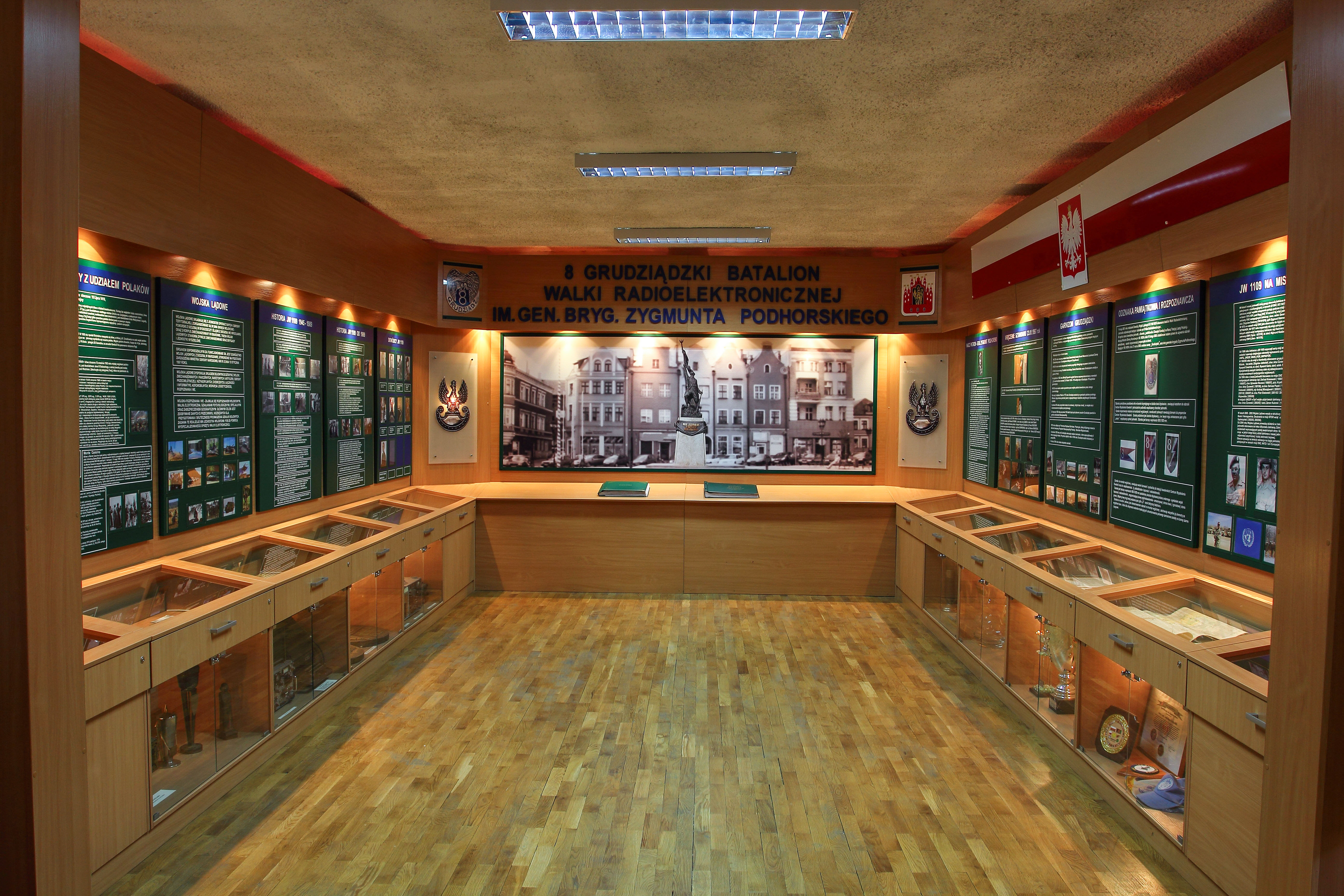
sala tradycji

8 Grudziądzki Batalion Walki Radioelektronicznej im. gen. bryg. Zygmunta Podhorskiego (8 bWRE) – pododdział walki radioelektronicznej i rozpoznania Wojska Polskiego.

## Historia
8 batalion walki radioelektronicznej został sformowany rozkazem dowódcy Wojsk Lądowych z 14 maja 2001 roku. Wywodził się z utworzonej 28 lipca 1958 roku w Warszawie, w ramach 5 pułku łączności, samodzielnej kompanii zakłóceń i podsłuchu, przekształconej następnie w batalion przeciwdziałania radiowego. Na podstawie zarządzenia szefa Sztabu Generalnego WP nr 0108/Org. z 26 października 1962 roku batalion przeformowano w 8 Ośrodek Przeciwdziałania Radiowego, i przemieszczono  go do Giżycka.
W lipcu 1970 roku na podstawie Zarządzenia Szefa Sztabu Generalnego WP Nr 028/Org. z dnia 3 kwietnia 1970 roku Ośrodek przekształcono w 8 pułk zakłóceń radiowych. 1 lipca 1973 roku szef Wojsk Łączności gen. bryg. Leon Kołatkowski wręczył jednostce sztandar. W lipcu 1974 roku pułk przeniesiony został z Giżycka do Grudziądza, do koszar przy ulicy Warszawskiej (ob. ul. Hallera), którym 17 czerwca 1991 roku przywrócono imię Księcia Józefa Poniatowskiego. Zarządzeniem dowódcy Pomorskiego Okręgu Wojskowego Nr 052 z dnia 16 lutego 1996 roku z dniem 31 października 1996 roku  8 pułk zakłóceń radiowych został przeformowany w 8 pułk radioelektroniczny. Włączono także do niego kadrę i sprzęt rozformowanego 12 batalionu rozpoznania radioelektronicznego.  12 stycznia 1997 roku gen. dyw. Tadeusz Jauer wręczył jednostce nowy sztandar, ufundowany przez Społeczny Komitet Fundatorów.
Przeformowanie do stanu batalionu nastąpiło w styczniu 2002 roku.  W 2004 roku Rozkazem Dowódcy Wojsk Lądowych nr 07/Org. z dnia 12 marca 2004 roku batalion przekazany został ze składu 1 Korpusu Zmechanizowanego w podporządkowanie Dowódcy Wojsk Lądowych.
Decyzją nr 100/MON z  31 marca 2006 roku 8 bWRE otrzymał nazwę wyróżniającą „Grudziądzki” oraz patrona - gen. bryg. Zygmunta Podhorskiego.
W grudniu 2011 roku batalion został podporządkowany dowódcy 2 Ośrodka Radioelektronicznego z Przasnysza.

## Tradycje
Wg Decyzji nr 233/MON z 2 września 2002 roku batalion dziedziczy i kultywuje tradycje następujących jednostek:
- samodzielna kompania zakłóceń i podsłuchu (1958-1960)
- batalion przeciwdziałania radiowego (1960-1962)
- 8 ośrodek przeciwdziałania radiowego (1962-1970)
- 12 Batalion rozpoznania radioelektronicznego (1967-1996)
- 8 Pułk Zakłóceń Radiowych (1970-1996)
- 8 Grudziądzki pułk radioelektroniczny (1997-2001)[2].

jednostka kultywuje także tradycje Centrum Wyszkolenia Kawalerii, które przed II wojną światową stacjonowało w tych samych koszarach.
8. bWRE, jak i poprzedzające jednostki, nosi nieformalny przydomek  „Janosiki”.

## Dowódcy jednostki
- płk Adam Kochan (1962 - 1970)
- płk Czesław Koźliński (1970 - 1974)
- ppłk mgr Czesław Targoński (1974 - 1976)
- mjr dypl. Adam Skowron (1976 - 1983)
- mjr dypl. Andrzej Skoracki (1983 - 1997)
- ppłk dypl. Jerzy Magnuszewski (I 1997 - VII 2006)
- ppłk mgr inż. Włodzimierz Pawłowski (VIII 2006 - XII 2007)
- ppłk mgr inż. Zbigniew Nowak (od I 2008 do 04 I 2013)[3]
- ppłk Radzisław Smółkowski (04 I 2013 - VI 2017)[3]
- cz.p.o. mjr Wiesław Wychowaniak (VI - XII 2017)[4]
- ppłk Mariusz Szablewski (XII 2017 - III 2019)
- ppłk Mirosław Marek (III 2019 - III 2022)
- ppłk Arkadiusz Narojczyk (IV 2022 - X 2024)
- cz.p.o. mjr Artur Krajewski (X 2024 - XII 2024)
- cz.p.o. kpt. Tomasz Pabian (XII 2024 - III 2025 )
- ppłk Piotr Kochanowski (III 2025 - ......)